# Radio Romance (estación de radio)
Radio Romance es una estación radial chilena que transmite en el 88.9 FM en el Gran Valparaiso.

## Historia
Radio Romance inició sus transmisiones el 1 de junio de 1999, sucediendo a Radio La Clave.
Romance tomó el legado de su antecesora Radio La Clave, pero buscó ser siempre una emisora cercana al público, y un medio capaz de complacer los gustos de los auditores. Durante sus primeros meses, la emisora contaba con una gran cantidad de programas y destacadas voces del medio radial chileno como Julio Videla, Juan Carlos Gil, Alejandro Chávez Pinto, Carlos Bencini, Hernán Pereira, Iván Hernández, Aníbal Cuadra, Antonio Vodanovic, Christian Norero Carkovic (que también fue Gerente Comercial de la radio), Juan La Rivera, Carlos Alberto Campusano, Claudio Palma, Marco Sotomayor, entre otros, no obstante, no fue un formato exitoso en sintonía. Es en febrero de 2001, cuando su director-gerente Rubén Basay Roberts, decidió dar un giro a la programación de la emisora, a una de un corte más romántico y orientado hacia los recuerdos, siguiendo la tendencia de Radio Oasis. Esto llevó a Romance, a escalar desde la 38ª posición en la encuesta Ipsos de 2001 a la ubicación 10º en solo 6 meses.

### 2003: Romance conquista el primer lugar
Una de las características de la emisora fue el cercano contacto con el público. Para reafirmar esa condición, Radio Romance organizó conciertos gratuitos con artistas del medio local de gusto masivo como Alberto Plaza, Pablo Herrera y Luis Jara, entre otros. Sumado a eso, la emisora se diferenciaba del resto por siempre regalonear a sus auditores, con obsequios tales como entradas a diversos conciertos, discos compactos, entre otros, los que la catapultaron en enero de 2003 a la Primera Sintonía General, junto con la entonces poderosa Radio Cooperativa, superando a Radio Pudahuel.
El 19 de noviembre de 2003, Rubén Basay mediante una entrevista a El Mercurio, anunció la incorporación de una posible señal de la radio en televisión abierta llamada Romance Televisión, propuesta televisiva que no contaría con programas de continuidad sino que con puros videoclips de música romántica, Entre sus voces comerciales estarían el boliviano Ernesto Rumi y Juan Carlos Gil, mismas de radio Romance. El canal iniciaría las transmisiones en septiembre de 2004 en el canal 54 de la banda UHF pero sin motivo aparente se canceló el proyecto. 3 años después esa señal se usó para el Canal 54, posteriormente Liv TV.

### Red Nacional
Radio Romance logró tener en un corto plazo una red nacional de emisoras, de Copiapó a Punta Arenas, la cual transmitía toda la programación de la estación. Sin embargo, por temas económicos y otras razones no conocidas, prácticamente toda la red dejó de transmitir repentinamente. Las únicas que seguirían al aire hasta su final eran las de Valparaíso-Viña del Mar (106.7 MHz, por ley 88.9 MHz, ex Estilo FM y, desde abril de 2024, regresando Romance a dicha frecuencia), y La Serena-Coquimbo (98.5 MHz) junto a la de Santiago (92.9 MHz).

### La radio y la política (2009)
Radio Romance tras perder el primer lugar de sintonía, comienza también a tener un declive en la calidad de su programación. Esto genera serios problemas económicos, y por ende, de avisaje. Algo que se nota en la parrilla. La emisora debe sustentarse con programas de compra y venta de productos, conocidos como infomerciales, los cuales mermaron en gran parte la sintonía de la radio. Una vez superados esos problemas, Romance se relanza con una nueva programación, más orientada a los recuerdos y prácticamente sin cortes comerciales. Esto le permite mantener índices de sintonía aceptables, y mantenerse dentro de las 15 radios más escuchadas por los capitalinos.
Sin embargo, la debacle mayor de la radio, sucede en plena época de campaña presidencial en 2009. Radio Romance toma color político, y se embanderiza con la opción del candidato Sebastián Piñera Echenique, quien fue Presidente de la República entre 2010 y 2014. Aparece un programa político llamado Chilenos todos, conducido por el locutor y periodista Marcelo González Godoy y el analista político Patricio Gajardo Lagomarsino, con contenido muy identificado con la opción de Piñera y la coalición de derecha, los cuales terminaron por tomar gran parte de la programación de la emisora. Esto desfavorece a la emisora, que perdió gran parte de su avisaje comercial, y desciende bruscamente en las últimas encuestas, bajando al lugar 26 en la Región Metropolitana.

### Cierre
Esto, motiva la decisión de Rubén Basay, de poner fin, tras 11 años a Radio Romance, la cual el 31 de diciembre de 2010, se convierte en Píntame FM, emisora de corte tropical-latino. Durante las semanas previas se realizó una marcha blanca en las noches donde se tocaba música tropical para preparar la llegada de esta nueva radio.

### Romance en Internet
En el enero de 2012, Rubén Basay reinaugura Radio Romance, con el nombre de Romance Online, la cual lleva la misma línea musical que tenía antes de desaparecer del dial santiaguino.

### Transmisiones en el Gran Valparaíso
En agosto de 2017, Radio Romance inicia transmisiones para la conurbación Gran Valparaíso, y en comunas aledañas como Limache, Quintero, La Calera y Quillota. Posteriormente, fue arrendada su frecuencia a Radio Estilo hasta fines de marzo de 2024, volviendo Romance al 88.9 MHz en abril de 2024.

### Cierre temporal
A partir del 1 de enero de 2022, sonó Radio Maipú en la señal en línea de su página web. No obstante, el 10 de enero de 2022 la radio retomó sus transmisiones en AM.

### Emisoras hermanas piratas
Desde el año 2021, Rubén Basay Roberts ha incursionado en la FM de forma clandestina, al margen de la ley, instalándose con las denominadas "radios piratas" ubicándose a 0,2 MHz de emisoras legalmente establecidas o en el punto 87. Del dial, todas son emisoras enfocadas en específico a la venta de fitofarmacos y "productos milagrosos" acompañados por música del recuerdo, música romántica en español, rancheras y música tropical, actualmente en Santiago, sobre todo en la zona sur, así mismo, causa interferencias en las emisoras aledañas, al estar "pegadas" en el dial, opera las emisoras clandestinas 87.5 Radio Sintonía Mexicana , 87.7 Radio Recuérdame (punto del dial normal concesionado), 89.1 Radio La Joya (interfiere a Radio Futuro 88.9 y Radio María 89.3), 96.9 Radio La Imbatible (interfiere a Radio Corporación 97.1), 97.3 Radio Hola Recuerdos (interfiere a Radio Corporación 97.1), 97.5 Radio Maravillosa (interfiere a Radio Beethoven 97.7), 105.5 Radio Volver (interfiere a Radio Sonar 105.3), antiguamente ocupó de forma ilegal otros puntos del dial capitalino como 90.7 Radio Memoria, 93.9 Radio Noelia, 94.7 Radio Noelia, 96.3 Te Amaré Radio, 100.3, 102.3 Te Amaré Radio, 103.1 Te Amaré Radio, todas con diferentes propuestas y numerosos cambios de nombres como Juana María Radio que ocupó la señal 105.5, Radio Mexicanísima en la señal 97.3, y siempre moviéndose de un punto a otro del dial cada cierto tiempo, incluso, durante el año 2023 y 2024, transmitió en conjunto con Radio Colo Colo de Omar Gárate Gamboa en la señal 104.9 de Santiago y en la señal 880 AM, además por algún tiempo subarrendó de forma ilegal la frecuencia 105.5 a una iglesia evangélica, también en la frecuencia 105.5 estuvo su proyecto Te Amaré Radio, en sus transmisiones aseguran estar en la señal 87.5 de la comuna de Curanilahue con Radio La Imbatible, así mismo, esta última emisora transmite en conjunto con Radio Maipú de la comuna ídem.

## Hitos
También tuvo entre 2008 y 2009 una señal en amplitud modulada, reemplazando momentáneamente a La Mexicana Radio, que también es de propiedad de Rubén Basay, denominada "Romance, Baladas y Boleros".

## Frecuencias anteriores
- 98.5 MHz (Copiapó); hoy Candelaria Tropical, sin relación con Radiodifusora Romance Holding Ltda.
- 93.9 MHz (Vallenar); hoy FM Okey, sin relación con Radiodifusora Romance Holding Ltda.
- 98.5 MHz (La Serena/Coquimbo); hoy Mi Radio, sin relación con Radiodifusora Romance Holding Ltda.
- 92.9 MHz (Illapel); hoy Radio Pulsar FM, sin relación con Radiodifusora Romance Holding Ltda.
- 97.7 MHz (Quillota/La Calera); hoy FM Okey, sin relación con Radiodifusora Romance Holding Ltda.
- 100.3 MHz (San Felipe/Los Andes); hoy Radio Dulce FM, sin relación con Radiodifusora Romance Holding Ltda.
- 106.7 MHz (Gran Valparaíso); hoy Radio FE, sin relación con Radiodifusora Romance Holding Ltda.
- 92.9 MHz (La Ligua); hoy Continental Plus, sin relación con Radiodifusora Romance Holding Ltda.
- 92.9 MHz (Santiago); hoy Radio La Clave, sin relación con Radiodifusora Romance Holding Ltda.
- 96.7 MHz (Rancagua); hoy Radio La Poderosa, sin relación con Radiodifusora Romance Holding Ltda.
- 104.7 MHz (Cañete); hoy frecuencia sin uso.
- 98.9 MHz (Valdivia); hoy Radio Regional FM, sin relación con Radiodifusora Romance Holding Ltda.
- 104.7 MHz (Ancud); hoy Alternativa Radio, sin relación con Radiodifusora Romance Holding Ltda.
- 107.5 MHz (Castro); disponible sólo para radios comunitarias.
- 94.3 MHz (Puerto Natales); hoy Radio Presidente Ibáñez, sin relación con Radiodifusora Romance Holding Ltda.
- 90.1 MHz (Punta Arenas); hoy frecuencia sin uso.

## Historia de la señal
El dial 92.9 FM en Santiago ha sido escenario de siete emisoras:
- Radio Splendid (1959-6 de septiembre de 1977)
- Radio Infinita (7 de septiembre de 1977-1978)
- Radio La Clave (1.ª vez) (1983-31 de mayo de 1999)
- Radio Romance (1.ª vez) (1 de junio de 1999-3 de septiembre de 2001)
- Radio Íntima (3 de septiembre-30 de noviembre de 2001)
- Radio Romance (2.ª vez) (1 de diciembre de 2001-31 de diciembre de 2010)
- Píntame FM (31 de diciembre de 2010-30 de abril de 2013)
- Ibiza FM (1 de mayo de 2013-31 de mayo de 2014)
- Radio La Clave (2.ª vez) (1 de junio de 2014-presente)